# Усть-Кожва
Усть-Кожва (коми Кожвавом) — деревня в муниципальном районе «Печора» Республики Коми. Входит в городское поселение Кожва. Расположена на левом берегу Печоры справа от устья реки Кожвы, в 8-10 км к западу от города Печора.

## История
Изображена на картах Архангельского наместничества и Вологодского наместничества из Российского атласа 1792 года.
Первые сведения содержатся в сказках пятой ревизии населения 1795 года: «В деревне Усть-Кожве вновь поселившиеся при нынешней переписи Ижемской слободки из разных деревень крестьяне с семействами своими по неимению в оных деревнях пашенных и сенокосных земель и под промыслы рыбы удобных мест для таковых промыслов, с коих они с семействами своими имеют пропитание и оплачивают все государственные и мирские расходы». В 1795 году Усть-Кожва находилась в составе Мезенского уезда Архангельского наместничества, в ней жили 30 человек, 17 мужчин и 13 женщин. Усть-Кожва стала своего рода пограничным пунктом ижемских коми вверх по Печоре.
В 1803 году в деревне жили 4 семьи, 16 мужчин (о женщинах нет данных); в 1811 году — 36 мужчин; в 1816 году — 39 мужчин, 33 женщины; в 1835 году — 66 мужчин.
В 1897 году в деревне открыли одноклассное сельское училище. В 20-е годы Усть-Кожва была селом. Здесь имелись фельдшерско-акушерский пункт, школа I-ой ступени, изба-читальня, агентство госторга. По переписи 1926 года в селе жило 446 человек, имелось 101 хозяйство. В 1933 году организовано первое лесозаготовительное предприятие.

## Население
Постоянное население 166 человека (2002), в том числе коми 89 %.
| 2010 |
| ---- |
| 125  |

## Климат
Населённый пункт расположен в умеренно-континентальном климатическом поясе. Для территории характерно короткое и умеренно-холодное лето с тенденцией к потеплению, зима многоснежная, продолжительная и умеренно-суровая. Климат формируется в условиях малого количества солнечной радиации зимой, с существенным влиянием северных морей вследствие интенсивного западного переноса воздушных масс. Регулярный вынос тёплого морского воздуха, связанный с прохождением атлантических циклонов, и частые вторжения арктического воздуха с Северного Ледовитого океана придают погоде большую неустойчивость в течение всего года. Средняя температура января −19 °С, июля +16 °С.